# Parietobalaena

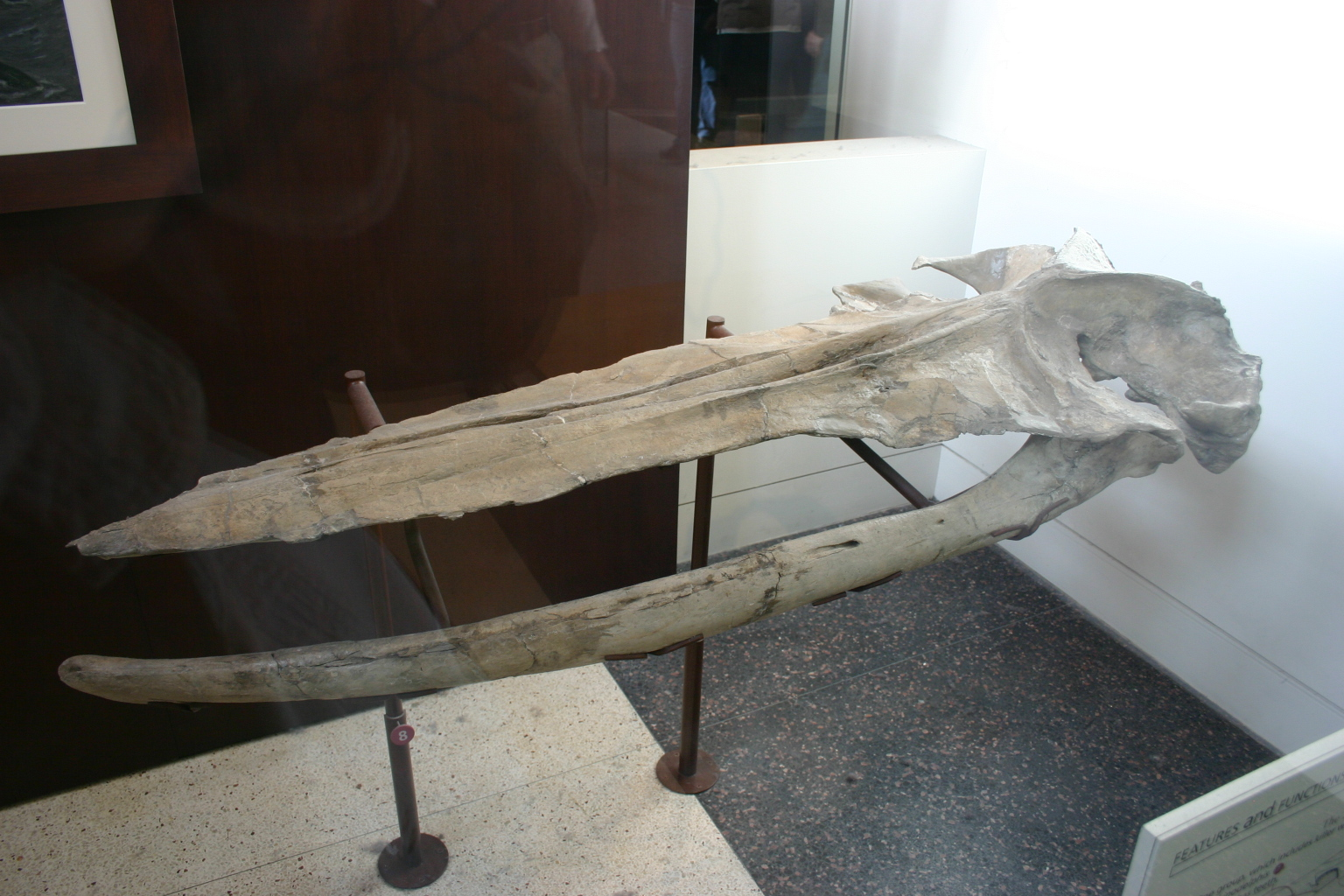
Череп Parietobalaena palmeri

Parietobalaena — викопний рід вусатих китів вимерлої родини Pelocetidae, який існував у міоцені. Скам'янілі рештки представків роду знайдено у Північній Америці, Європі, Австралії та Японії.

## Види
- Parietobalaena affinis Van Beneden, 1880
- Parietobalaena campiniana Bisconti, Lambert, Bosselaers, 2013
- Parietobalaena laxata Van Beneden, 1880
- Parietobalaena palmeri Kellogg, 1924
- Parietobalaena securis Kellogg, 1931
- Parietobalaena yamaokai Otsuka and Ota, 2008